# 會禮

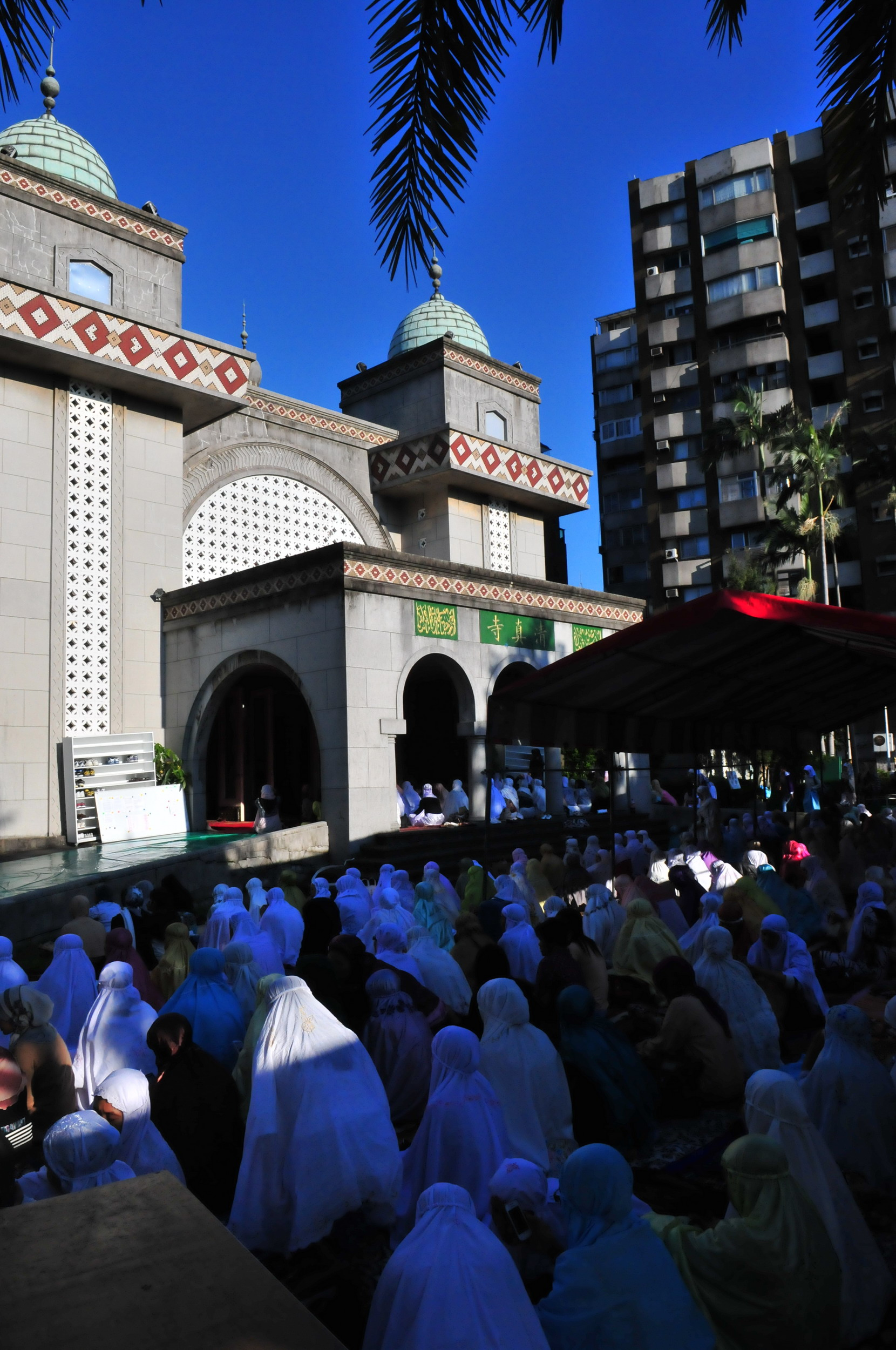
臺灣臺北清真寺外進行開齋會禮的穆斯林。

會禮（羅馬化：Șālat al-’Īdayn），指的是紀念兩個伊斯蘭節日的特別禮拜，穆斯林會聚集在清真寺一同舉行，傳統上在穆薩拉、伊德傑赫（羅馬化：ʿĪd-gāh）等開放空間或郊外可供禮拜的場所舉行。這兩個節日為：
- 開齋節（عيد الفطر）：齋戒月的禁食結束後舉行，日期為伊斯蘭曆閃瓦魯月1日[2]。
- 宰牲節（عيد الأضحى）：朝觐期主要節日，日期為伊斯蘭曆都爾黑哲月10日[2]。